# Leconte de Lisle (Millet)
Pour les articles homonymes, voir Leconte de Lisle.
Leconte de Lisle est un tableau réalisé par le peintre français Jean-François Millet vers 1840-1841. De format vertical, cette huile sur toile est un portrait en pied devant un fond neutre du poète Leconte de Lisle dans sa jeunesse. L'œuvre fait partie depuis 1963 des collections de la National Gallery of Art de Washington, aux États-Unis.